# Rachel Bean
Rachel Bean es una cosmóloga y astrofísica teórica estadounidense. Se desempeña como profesora de astronomía y decana interina de la Escuela de Artes y Ciencias de la Universidad Cornell.

## Biografía

### Primeros años
Recibió su licenciatura en ciencias naturales por la Universidad de Cambridge en 1995. Después de graduarse, trabajó en la división de estrategia de Accenture antes de regresar al mundo académico. Recibió su maestría (1999) y su doctorado (2002) en física teórica por el Imperial College London. Realizó una investigación postdoctoral en la Universidad de Princeton, antes de convertirse en miembro del cuerpo docente de la Universidad Cornell en 2005.

### Carrera
Su investigación se centra en pruebas cosmológicas de la naturaleza de la energía oscura y la gravedad, y los orígenes físicos de la inflación primordial, utilizando datos de estructuras a gran escala y el fondo cósmico de microondas. Participa activamente en varios estudios astronómicos internacionales, incluido el Gran Telescopio de Rastreo Sinóptico (LSST), el Instrumento Espectroscópico de Energía Oscura (DESI) y la misión Euclid.
El 13 de julio de 2023, sucedió a Ray Jayawardhana como decano interino de la Escuela de Artes y Ciencias de la Universidad Cornell.

## Premios y honores
- Premio Breakthrough en Física Fundamental (2018)[5]
- Miembro de la Sociedad Estadounidense de Física (2016)[6]
- Premio Gruber de Cosmología (2012)[7]
- Premio presidencial de carrera temprana para científicos e ingenieros (2010)[8]
- Premio Cottrell Scholar (2008).[3]
- Premio al Logro del Grupo de la NASA (2007)[1]